# Tour des Flandres 2002
La 86e édition du Tour des Flandres a eu lieu le 7 avril 2002 et a été remportée par l'Italien Andrea Tafi.
La course disputée sur un parcours de 264 kilomètres est l'une des manches de la Coupe du monde de cyclisme sur route 2002.

## Présentation

### Équipes
Le Tour des Flandres figure au calendrier de la Coupe du monde de cyclisme sur route 2001.
On retrouve un total de 25 équipes au départ, 17 faisant partie des GSI, la première division mondiale, et les huit dernières des GSII, la seconde division mondiale.
| Groupes sportifs I (22)- Tacconi Sport - Domo-Farm Frites - Rabobank - iBanesto.com - Acqua & Sapone-Cantina Tollo - Lotto-Adecco - Lampre-Daikin - Mapei-Quick Step - Fassa Bortolo - Team Coast - Telekom - Cofidis, le Crédit par Téléphone - Fdjeux.com - Kelme-Costa Blanca - CSC-Tiscali - Saeco-Longoni Sport - Bonjour - Crédit agricole - Gerolsteiner - ONCE-Eroski - Phonak Hearing Systems - US Postal Service Groupes sportifs II (3)- Vlaanderen-T-Interim - Landbouwkrediet-Colnago - Palmans-Collstrop |
| |

## Classements

### Classement de la course
| \| Classement général \| Classement général \| Classement général \| Classement général \| Classement général \| \| Coureur \| Coureur \| Pays \| Équipe \| Temps \| \| ------------------ \| ------------------ \| ------------------ \| ------------------------------- \| ------------------ \| \| 1er \| Andrea Tafi \| Italie \| Mapei-Quick Step \| 6 h 53 min 00 s \| \| 2e \| Johan Museeuw \| Belgique \| Domo-Farm Frites \| + 21 s \| \| 3e \| Peter Van Petegem \| Belgique \| Lotto-Adecco \| + 21 s \| \| 4e \| George Hincapie \| États-Unis \| US Postal Service \| + 21 s \| \| 5e \| Daniele Nardello \| Italie \| Mapei-Quick Step \| + 21 s \| \| 6e \| Rolf Sørensen \| Danemark \| Landbouwkrediet-Colnago \| + 1 min 12 s \| \| 7e \| Enrico Cassani \| Italie \| Domo-Farm Frites \| + 1 min 12 s \| \| 8e \| Gabriele Missaglia \| Italie \| Lampre-Daikin \| + 1 min 14 s \| \| 9e \| Mario Cipollini \| Italie \| Acqua & Sapone-Cantina Tollo \| + 2 min 37 s \| \| 10e \| Erik Zabel \| Allemagne \| Telekom \| + 2 min 37 s \| \| 11e \| Jo Planckaert \| Belgique \| Cofidis-Le Crédit par Téléphone \| + 2 min 37 s \| \| 12e \| Robert Hunter \| Afrique du Sud \| Mapei-Quick Step \| + 2 min 37 s \| \| 13e \| Lars Michaelsen \| Danemark \| Team Coast \| + 2 min 37 s \| \| 14e \| Andrej Hauptman \| Slovénie \| Tacconi Sport \| + 2 min 37 s \| \| 15e \| Stefano Zanini \| Italie \| Mapei-Quick Step \| + 2 min 37 s \| \| 16e \| Paolo Bettini \| Italie \| Mapei-Quick Step \| + 2 min 37 s \| \| 17e \| Fred Rodriguez \| États-Unis \| Domo-Farm Frites \| + 2 min 37 s \| \| 18e \| Ludo Dierckxsens \| Belgique \| Lampre-Daikin \| + 2 min 37 s \| \| 19e \| Peter Wrolich \| Autriche \| Gerolsteiner \| + 2 min 37 s \| \| 20e \| Matthew Wilson \| Australie \| La Française des jeux \| + 2 min 37 s \| |                    |                |                                 |                 |
| |                    |                |                                 |                 |
| |                    |                |                                 |                 |
| Classement général |                    |                |                                 |                 |
| Coureur | Coureur            | Pays           | Équipe                          | Temps           |
| 1er | Andrea Tafi        | Italie         | Mapei-Quick Step                | 6 h 53 min 00 s |
| 2e | Johan Museeuw      | Belgique       | Domo-Farm Frites                | + 21 s          |
| 3e | Peter Van Petegem  | Belgique       | Lotto-Adecco                    | + 21 s          |
| 4e | George Hincapie    | États-Unis     | US Postal Service               | + 21 s          |
| 5e | Daniele Nardello   | Italie         | Mapei-Quick Step                | + 21 s          |
| 6e | Rolf Sørensen      | Danemark       | Landbouwkrediet-Colnago         | + 1 min 12 s    |
| 7e | Enrico Cassani     | Italie         | Domo-Farm Frites                | + 1 min 12 s    |
| 8e | Gabriele Missaglia | Italie         | Lampre-Daikin                   | + 1 min 14 s    |
| 9e | Mario Cipollini    | Italie         | Acqua & Sapone-Cantina Tollo    | + 2 min 37 s    |
| 10e | Erik Zabel         | Allemagne      | Telekom                         | + 2 min 37 s    |
| 11e | Jo Planckaert      | Belgique       | Cofidis-Le Crédit par Téléphone | + 2 min 37 s    |
| 12e | Robert Hunter      | Afrique du Sud | Mapei-Quick Step                | + 2 min 37 s    |
| 13e | Lars Michaelsen    | Danemark       | Team Coast                      | + 2 min 37 s    |
| 14e | Andrej Hauptman    | Slovénie       | Tacconi Sport                   | + 2 min 37 s    |
| 15e | Stefano Zanini     | Italie         | Mapei-Quick Step                | + 2 min 37 s    |
| 16e | Paolo Bettini      | Italie         | Mapei-Quick Step                | + 2 min 37 s    |
| 17e | Fred Rodriguez     | États-Unis     | Domo-Farm Frites                | + 2 min 37 s    |
| 18e | Ludo Dierckxsens   | Belgique       | Lampre-Daikin                   | + 2 min 37 s    |
| 19e | Peter Wrolich      | Autriche       | Gerolsteiner                    | + 2 min 37 s    |
| 20e | Matthew Wilson     | Australie      | La Française des jeux           | + 2 min 37 s    |

### Classement UCI
La course attribue des points à la Coupe du monde de cyclisme sur route 2002 selon le barème suivant :
| Position           | 1er | 2e | 3e | 4e | 5e | 6e | 7e | 8e | 9e | 10e | 11e | 12e | 13e | 14e | 15e | 16e | 17e | 18e | 19e | 20e | 21e | 22e | 23e | 24e | 25e |
| Classement général | 100 | 70 | 50 | 40 | 36 | 32 | 28 | 24 | 20 | 16  | 15  | 14  | 13  | 12  | 11  | 10  | 9   | 8   | 7   | 6   | 5   | 4   | 3   | 2   | 1   |

Après cette deuxième épreuve le classement est le suivant :
| # | Coureur           | Équipe            | Points | Précédent | Evolution     |
| - | ----------------- | ----------------- | ------ | --------- | ------------- |
| 1 | Mario Cipollini   | Saeco             | 120    | 1         | en stagnation |
| 2 | Andrea Tafi       | Mapei-Quick Step  | 100    | Entrée    | Entrée        |
| 3 | Fred Rodriguez    | Domo-Farm Frites  | 79     | 2         | -1            |
| 4 | Johan Museeuw     | Domo-Farm Frites  | 70     | Entrée    | Entrée        |
| 5 | Peter Van Petegem | Lotto-Adecco      | 61     | 15        | +10           |
| 6 | Jo Planckaert     | Cofidis           | 55     | 4         | -2            |
| 7 | Markus Zberg      | Rabobank          | 51     | 3         | -4            |
| 8 | George Hincapie   | US Postal Service | 50     | 16        | +8            |
| 9 | Daniele Nardello  | Mapei-Quick Step  | 36     | Entrée    | Entrée        |
| 9 | Oscar Freire      | Mapei-Quick Step  | 36     | 5         | -5            |

| #  | Équipe                       | Points | Précédent | Evolution     |
| -- | ---------------------------- | ------ | --------- | ------------- |
| 1  | Domo-Farm Frites             | 21     | 1         | en stagnation |
| 2  | Mapei-Quick Step             | 12     | Entrée    | Entrée        |
| 2  | Lampre-Daikin                | 12     | 8         | +5            |
| 4  | Lotto-Adecco                 | 11     | 7         | +3            |
| 5  | Index-Alexia Alluminio       | 9      | 2         | -3            |
| 6  | Tacconi Sport                | 8      | 3         | -3            |
| 7  | Cofidis                      | 7      | Entrée    | Entrée        |
| 7  | Rabobank                     | 7      | 4         | -4            |
| 7  | Acqua & Sapone-Cantina Tollo | 7      | 6         | -2            |
| 10 | Team Coast                   | 5      | Entrée    | Entrée        |

## Liste des participants
| Tacconi Sport ___ | Tacconi Sport ___        | Tacconi Sport ___ |
| ----------------- | ------------------------ | ----------------- |
| Num               | Coureur                  | Pos               |
| 1                 | Gianluca Bortolami (ITA) | 37e               |
| 2                 | Gabriele Balducci (ITA)  | AB                |
| 3                 | Andrej Hauptman (SLO)    | 14e               |
| 4                 | Mauro Radaelli (ITA)     | AB                |
| 5                 | Mauro Gerosa (ITA)       | AB                |
| 6                 | Nicola Minali (ITA)      | AB                |
| 7                 | Diego Ferrari (ITA)      | 98e               |
| 8                 | Paolo Bossoni (ITA)      | AB                |

| Domo-Farm Frites DOM | Domo-Farm Frites DOM     | Domo-Farm Frites DOM |
| -------------------- | ------------------------ | -------------------- |
| Num                  | Coureur                  | Pos                  |
| 11                   | Enrico Cassani (ITA)     | 7e                   |
| 12                   | Wilfried Cretskens (BEL) | 71e                  |
| 13                   | Servais Knaven (NED)     | 22e                  |
| 14                   | Dave Bruylandts (BEL)    | 53e                  |
| 15                   | Marco Milesi (ITA)       | 64e                  |
| 16                   | Johan Museeuw (BEL)      | 2e                   |
| 17                   | Fred Rodriguez (USA)     | 17e                  |
| 18                   | Max van Heeswijk (NED)   | 100e                 |

| Rabobank RAB | Rabobank RAB          | Rabobank RAB |
| ------------ | --------------------- | ------------ |
| Num          | Coureur               | Pos          |
| 21           | Marc Wauters (BEL)    | 57e          |
| 22           | Markus Zberg (SUI)    | 25e          |
| 23           | Coen Boerman (NED)    | AB           |
| 24           | Matthé Pronk (NED)    | 68e          |
| 25           | Karsten Kroon (NED)   | 82e          |
| 26           | Jan Boven (NED)       | 49e          |
| 27           | Mathew Hayman (AUS)   | 70e          |
| 28           | Steven de Jongh (NED) | AB           |

| iBanesto.com BAN | iBanesto.com BAN          | iBanesto.com BAN |
| ---------------- | ------------------------- | ---------------- |
| Num              | Coureur                   | Pos              |
| 31               | Juan Antonio Flecha (ESP) | 43e              |
| 33               | José Iván Gutiérrez (ESP) | AB               |
| 34               | Pablo Lastras (ESP)       | AB               |
| 35               | Jon Odriozola (ESP)       | AB               |
| 36               | David Navas (ESP)         | AB               |
| 37               | Rubén Plaza (ESP)         | AB               |
| 38               | Xabier Zandio (ESP)       | 77e              |

| Acqua & Sapone-Cantina Tollo ACQ | Acqua & Sapone-Cantina Tollo ACQ | Acqua & Sapone-Cantina Tollo ACQ |
| -------------------------------- | -------------------------------- | -------------------------------- |
| Num                              | Coureur                          | Pos                              |
| 41                               | Mario Cipollini (ITA)            | 2e                               |
| 42                               | Gabriele Colombo (ITA)           | 85e                              |
| 43                               | Giovanni Lombardi (ITA)          | 56e                              |
| 44                               | Mario Scirea (ITA)               | 58e                              |
| 45                               | Guido Trenti (ITA)               | 84e                              |
| 46                               | Martin Derganc (SLO)             | AB                               |
| 47                               | Simone Masciarelli (ITA)         | AB                               |
| 48                               | Massimo Giunti (ITA)             | 60e                              |

| Lotto-Adecco ___ | Lotto-Adecco ___        | Lotto-Adecco ___ |
| ---------------- | ----------------------- | ---------------- |
| Num              | Coureur                 | Pos              |
| 51               | Peter Van Petegem (BEL) | 3e               |
| 52               | Niko Eeckhout (BEL)     | AB               |
| 53               | Serge Baguet (BEL)      | 39e              |
| 54               | Hans De Clercq (BEL)    | 33e              |
| 55               | Thierry Marichal (BEL)  | AB               |
| 56               | Aart Vierhouten (NED)   | 99e              |
| 57               | Glenn D'Hollander (BEL) | 94e              |
| 58               | Stefan van Dijk (NED)   | 97e              |

| Lampre-Daikin LAM | Lampre-Daikin LAM         | Lampre-Daikin LAM |
| ----------------- | ------------------------- | ----------------- |
| Num               | Coureur                   | Pos               |
| 61                | Ludo Dierckxsens (BEL)    | 18e               |
| 62                | Raivis Belohvoščiks (LAT) | AB                |
| 63                | Gabriele Missaglia (ITA)  | 8e                |
| 64                | Maximilian Sciandri (GBR) | 51e               |
| 65                | Marco Serpellini (ITA)    | 28e               |
| 66                | Zbigniew Spruch (POL)     | 38e               |
| 67                | Luciano Pagliarini (BRA)  | AB                |
| 68                | Johan Verstrepen (BEL)    | AB                |

| Mapei-Quick Step MAP | Mapei-Quick Step MAP   | Mapei-Quick Step MAP |
| -------------------- | ---------------------- | -------------------- |
| Num                  | Coureur                | Pos                  |
| 71                   | Paolo Bettini (ITA)    | 16e                  |
| 72                   | László Bodrogi (HUN)   | 45e                  |
| 73                   | Fabien De Waele (BEL)  | 80e                  |
| 74                   | Robert Hunter (RSA)    | 12e                  |
| 75                   | Daniele Nardello (ITA) | 5e                   |
| 76                   | Tom Steels (BEL)       | 103e                 |
| 77                   | Andrea Tafi (ITA)      | 1er                  |
| 78                   | Stefano Zanini (ITA)   | 15e                  |

| Fassa Bortolo FAS | Fassa Bortolo FAS         | Fassa Bortolo FAS |
| ----------------- | ------------------------- | ----------------- |
| Num               | Coureur                   | Pos               |
| 81                | Fabio Baldato (ITA)       | AB                |
| 82                | Michele Bartoli (ITA)     | 55e               |
| 83                | Sergueï Ivanov (RUS)      | 96e               |
| 84                | Dimitri Konyshev (RUS)    | 41e               |
| 85                | Nicola Loda (ITA)         | AB                |
| 86                | Alessandro Petacchi (ITA) | AB                |
| 87                | Roberto Petito (ITA)      | AB                |
| 88                | Denis Zanette (ITA)       | 42e               |

| Team Coast COA | Team Coast COA        | Team Coast COA |
| -------------- | --------------------- | -------------- |
| Num            | Coureur               | Pos            |
| 91             | Stefan Adamsson (SWE) | 67e            |
| 92             | Bekim Christensen     | 76e            |
| 93             | Fabrizio Guidi (ITA)  | AB             |
| 94             | Rolf Huser (SUI)      | 52e            |
| 95             | Frank Høj (DEN)       | 32e            |
| 96             | Lars Michaelsen (DEN) | 13e            |
| 97             | Malte Urban (GER)     | AB             |
| 98             | Raphael Schweda (GER) | 34e            |

| Telekom TEL | Telekom TEL            | Telekom TEL |
| ----------- | ---------------------- | ----------- |
| Num         | Coureur                | Pos         |
| 101         | Rolf Aldag (GER)       | 66e         |
| 102         | Ralf Grabsch (GER)     | AB          |
| 103         | Danilo Hondo (GER)     | 61e         |
| 104         | Kai Hundertmarck (GER) | 95e         |
| 105         | Andreas Klier (GER)    | 62e         |
| 106         | Stephan Schreck (GER)  | 65e         |
| 107         | Steffen Wesemann (GER) | AB          |
| 108         | Erik Zabel (GER)       | 10e         |

| Cofidis-Le Crédit par Téléphone COF | Cofidis-Le Crédit par Téléphone COF | Cofidis-Le Crédit par Téléphone COF |
| ----------------------------------- | ----------------------------------- | ----------------------------------- |
| Num                                 | Coureur                             | Pos                                 |
| 111                                 | Tom Flammang (LUX)                  | AB                                  |
| 112                                 | Peter Farazijn (BEL)                | 40e                                 |
| 113                                 | Claude Lamour (FRA)                 | 104e                                |
| 114                                 | Nico Mattan (BEL)                   | 23e                                 |
| 116                                 | Jo Planckaert (BEL)                 | 11e                                 |
| 117                                 | Philippe Gaumont (FRA)              | AB                                  |
| 118                                 | Janek Tombak (EST)                  | AB                                  |

| La Française des jeux FDJ | La Française des jeux FDJ | La Française des jeux FDJ |
| ------------------------- | ------------------------- | ------------------------- |
| Num                       | Coureur                   | Pos                       |
| 121                       | Jacky Durand (FRA)        | 74e                       |
| 122                       | Frédéric Guesdon (FRA)    | 50e                       |
| 123                       | Christophe Mengin (FRA)   | 44e                       |
| 124                       | Jean-Patrick Nazon (FRA)  | AB                        |
| 125                       | Franck Pencolé (FRA)      | AB                        |
| 126                       | Franck Perque (FRA)       | 91e                       |
| 127                       | Bradley Wiggins (GBR)     | AB                        |
| 128                       | Matthew Wilson (AUS)      | 20e                       |

| Kelme-Costa Blanca KEL | Kelme-Costa Blanca KEL           | Kelme-Costa Blanca KEL |
| ---------------------- | -------------------------------- | ---------------------- |
| Num                    | Coureur                          | Pos                    |
| 131                    | José Ignacio Gutiérrez (ESP)     | AB                     |
| 132                    | Leandro Navarrete (ESP)          | AB                     |
| 133                    | Alexis Rodríguez Hernández (ESP) | AB                     |
| 134                    | Constantino Zaballa (ESP)        | 47e                    |
| 135                    | Julián Usano (ESP)               | 101e                   |
| 136                    | Jordi Riera (ESP)                | AB                     |

| CSC-Tiscali CSC | CSC-Tiscali CSC            | CSC-Tiscali CSC |
| --------------- | -------------------------- | --------------- |
| Num             | Coureur                    | Pos             |
| 141             | Thomas Bruun Eriksen (DEN) | AB              |
| 142             | Tristan Hoffman (NED)      | 27e             |
| 143             | Arvis Piziks (LAT)         | AB              |
| 144             | Geert Van Bondt (BEL)      | AB              |
| 145             | Paul Van Hyfte (BEL)       | 35e             |
| 146             | Jimmi Madsen (DEN)         | 107e            |
| 147             | Raphaël Jeune (FRA)        | AB              |
| 148             | Nicolas Jalabert (FRA)     | 21e             |

| Saeco-Longoni Sport SAE | Saeco-Longoni Sport SAE  | Saeco-Longoni Sport SAE |
| ----------------------- | ------------------------ | ----------------------- |
| Num                     | Coureur                  | Pos                     |
| 151                     | Salvatore Commesso (ITA) | AB                      |
| 152                     | Biagio Conte (ITA)       | AB                      |
| 153                     | Fabio Sacchi (ITA)       | AB                      |
| 154                     | Mirko Celestino (ITA)    | 29e                     |
| 155                     | Jörg Ludewig (GER)       | AB                      |
| 156                     | Torsten Nitsche (GER)    | 106e                    |
| 157                     | Cristian Pepoli (ITA)    | AB                      |
| 158                     | Christian Wegmann (GER)  | AB                      |

| Bonjour BJR | Bonjour BJR                | Bonjour BJR |
| ----------- | -------------------------- | ----------- |
| Num         | Coureur                    | Pos         |
| 161         | Pascal Deramé (FRA)        | AB          |
| 162         | Jimmy Engoulvent (FRA)     | AB          |
| 163         | Sébastien Joly (FRA)       | 83e         |
| 164         | Emmanuel Magnien (FRA)     | 31e         |
| 165         | Frédéric Mainguenaud (FRA) | AB          |
| 166         | François Simon (FRA)       | 92e         |
| 167         | Franck Renier (FRA)        | AB          |
| 168         | Thomas Voeckler (FRA)      | 93e         |

| Crédit Agricole C.A | Crédit Agricole C.A      | Crédit Agricole C.A |
| ------------------- | ------------------------ | ------------------- |
| Num                 | Coureur                  | Pos                 |
| 171                 | Yohann Charpenteau (FRA) | AB                  |
| 172                 | Pierrick Fédrigo (FRA)   | AB                  |
| 173                 | Cédric Hervé (FRA)       | AB                  |
| 174                 | Sébastien Hinault (FRA)  | 73e                 |
| 175                 | Thor Hushovd (NOR)       | 81e                 |
| 176                 | Christopher Jenner (NZL) | 86e                 |
| 178                 | Anthony Morin (FRA)      | AB                  |

| Gerolsteiner GST | Gerolsteiner GST        | Gerolsteiner GST |
| ---------------- | ----------------------- | ---------------- |
| Num              | Coureur                 | Pos              |
| 181              | René Haselbacher (AUT)  | AB               |
| 182              | Sebastian Lang (GER)    | AB               |
| 183              | Nicolaj Bo Larsen (DEN) | 48e              |
| 184              | Olaf Pollack (GER)      | AB               |
| 185              | Saulius Ruškys (LTU)    | AB               |
| 186              | Ronny Scholz (GER)      | AB               |
| 187              | Steffen Weigold (GER)   | 78e              |
| 188              | Peter Wrolich (AUT)     | 19e              |

| ONCE-Eroski ONC | ONCE-Eroski ONC                   | ONCE-Eroski ONC |
| --------------- | --------------------------------- | --------------- |
| Num             | Coureur                           | Pos             |
| 191             | René Andrle (CZE)                 | AB              |
| 192             | Rafael Díaz Justo (ESP)           | AB              |
| 193             | Xavier Florencio (ESP)            | AB              |
| 194             | Álvaro González de Galdeano (ESP) | AB              |
| 195             | Jan Hruška (CZE)                  | 90e             |
| 196             | Mikel Pradera (ESP)               | AB              |

| Phonak Hearing Systems PHO | Phonak Hearing Systems PHO | Phonak Hearing Systems PHO |
| -------------------------- | -------------------------- | -------------------------- |
| Num                        | Coureur                    | Pos                        |
| 201                        | Denis Bertolini (ITA)      | AB                         |
| 202                        | Roger Beuchat (SUI)        | AB                         |
| 203                        | Matthias Buxhofer (AUT)    | 26e                        |
| 204                        | David Derepas (FRA)        | 102e                       |
| 205                        | Martin Elmiger (SUI)       | 75e                        |
| 206                        | Bert Grabsch (GER)         | 30e                        |
| 207                        | Michael Reihs (DEN)        | AB                         |
| 208                        | Aliaksandr Usau (BLR)      | AB                         |

| US Postal Service USP | US Postal Service USP       | US Postal Service USP |
| --------------------- | --------------------------- | --------------------- |
| Num                   | Coureur                     | Pos                   |
| 211                   | Lance Armstrong (USA)       | 59e                   |
| 212                   | Tom Boonen (BEL)            | 24e                   |
| 213                   | Antonio Cruz (USA)          | AB                    |
| 214                   | George Hincapie (USA)       | 4e                    |
| 215                   | Floyd Landis (USA)          | AB                    |
| 216                   | Pavel Padrnos (CZE)         | 88e                   |
| 217                   | Matthew White (AUS)         | 89e                   |
| 218                   | Christian Vande Velde (USA) | 87e                   |

| Vlaanderen-T-Interim ___ | Vlaanderen-T-Interim ___  | Vlaanderen-T-Interim ___ |
| ------------------------ | ------------------------- | ------------------------ |
| Num                      | Coureur                   | Pos                      |
| 221                      | Yoeri Beyens (BEL)        | AB                       |
| 222                      | Stijn Devolder (BEL)      | AB                       |
| 223                      | Geoffrey Demeyere (BEL)   | 105e                     |
| 224                      | Jurgen Guns (BEL)         | AB                       |
| 225                      | Jan Kuyckx (BEL)          | 63e                      |
| 226                      | James Vanlandschoot (BEL) | AB                       |
| 227                      | Ruud Verbakel (BEL)       | AB                       |
| 228                      | Jan Verstraeten (BEL)     | AB                       |

| Landbouwkrediet-Colnago LAN | Landbouwkrediet-Colnago LAN | Landbouwkrediet-Colnago LAN |
| --------------------------- | --------------------------- | --------------------------- |
| Num                         | Coureur                     | Pos                         |
| 231                         | Rolf Sørensen (DEN)         | 6e                          |
| 232                         | Filip Meirhaeghe (BEL)      | 46e                         |
| 233                         | Michel Vanhaecke (BEL)      | AB                          |
| 234                         | Erik Lievens (BEL)          | AB                          |
| 235                         | Marc Streel (BEL)           | AB                          |
| 236                         | Jeff Louder (USA)           | AB                          |
| 237                         | Bert De Waele (BEL)         | 79e                         |
| 238                         | Kurt Van Landeghem (BEL)    | AB                          |

| Palmans-Collstrop ___ | Palmans-Collstrop ___   | Palmans-Collstrop ___ |
| --------------------- | ----------------------- | --------------------- |
| Num                   | Coureur                 | Pos                   |
| 241                   | Hans De Meester (BEL)   | AB                    |
| 242                   | Roger Hammond (GBR)     | AB                    |
| 243                   | Björn Leukemans (BEL)   | 36e                   |
| 244                   | Bart Leysen (BEL)       | AB                    |
| 245                   | Staf Scheirlinckx (BEL) | AB                    |
| 246                   | Erwin Thijs (BEL)       | 54e                   |
| 247                   | Hendrik Van Dijck (BEL) | 69e                   |
| 248                   | Wim Vansevenant (BEL)   |                       |

| Tacconi Sport ___ | Tacconi Sport ___        | Tacconi Sport ___ |
| ----------------- | ------------------------ | ----------------- |
| Num               | Coureur                  | Pos               |
| 1                 | Gianluca Bortolami (ITA) | 37e               |
| 2                 | Gabriele Balducci (ITA)  | AB                |
| 3                 | Andrej Hauptman (SLO)    | 14e               |
| 4                 | Mauro Radaelli (ITA)     | AB                |
| 5                 | Mauro Gerosa (ITA)       | AB                |
| 6                 | Nicola Minali (ITA)      | AB                |
| 7                 | Diego Ferrari (ITA)      | 98e               |
| 8                 | Paolo Bossoni (ITA)      | AB                |

| Domo-Farm Frites DOM | Domo-Farm Frites DOM     | Domo-Farm Frites DOM |
| -------------------- | ------------------------ | -------------------- |
| Num                  | Coureur                  | Pos                  |
| 11                   | Enrico Cassani (ITA)     | 7e                   |
| 12                   | Wilfried Cretskens (BEL) | 71e                  |
| 13                   | Servais Knaven (NED)     | 22e                  |
| 14                   | Dave Bruylandts (BEL)    | 53e                  |
| 15                   | Marco Milesi (ITA)       | 64e                  |
| 16                   | Johan Museeuw (BEL)      | 2e                   |
| 17                   | Fred Rodriguez (USA)     | 17e                  |
| 18                   | Max van Heeswijk (NED)   | 100e                 |

| Rabobank RAB | Rabobank RAB          | Rabobank RAB |
| ------------ | --------------------- | ------------ |
| Num          | Coureur               | Pos          |
| 21           | Marc Wauters (BEL)    | 57e          |
| 22           | Markus Zberg (SUI)    | 25e          |
| 23           | Coen Boerman (NED)    | AB           |
| 24           | Matthé Pronk (NED)    | 68e          |
| 25           | Karsten Kroon (NED)   | 82e          |
| 26           | Jan Boven (NED)       | 49e          |
| 27           | Mathew Hayman (AUS)   | 70e          |
| 28           | Steven de Jongh (NED) | AB           |

| iBanesto.com BAN | iBanesto.com BAN          | iBanesto.com BAN |
| ---------------- | ------------------------- | ---------------- |
| Num              | Coureur                   | Pos              |
| 31               | Juan Antonio Flecha (ESP) | 43e              |
| 33               | José Iván Gutiérrez (ESP) | AB               |
| 34               | Pablo Lastras (ESP)       | AB               |
| 35               | Jon Odriozola (ESP)       | AB               |
| 36               | David Navas (ESP)         | AB               |
| 37               | Rubén Plaza (ESP)         | AB               |
| 38               | Xabier Zandio (ESP)       | 77e              |

| Acqua & Sapone-Cantina Tollo ACQ | Acqua & Sapone-Cantina Tollo ACQ | Acqua & Sapone-Cantina Tollo ACQ |
| -------------------------------- | -------------------------------- | -------------------------------- |
| Num                              | Coureur                          | Pos                              |
| 41                               | Mario Cipollini (ITA)            | 2e                               |
| 42                               | Gabriele Colombo (ITA)           | 85e                              |
| 43                               | Giovanni Lombardi (ITA)          | 56e                              |
| 44                               | Mario Scirea (ITA)               | 58e                              |
| 45                               | Guido Trenti (ITA)               | 84e                              |
| 46                               | Martin Derganc (SLO)             | AB                               |
| 47                               | Simone Masciarelli (ITA)         | AB                               |
| 48                               | Massimo Giunti (ITA)             | 60e                              |

| Lotto-Adecco ___ | Lotto-Adecco ___        | Lotto-Adecco ___ |
| ---------------- | ----------------------- | ---------------- |
| Num              | Coureur                 | Pos              |
| 51               | Peter Van Petegem (BEL) | 3e               |
| 52               | Niko Eeckhout (BEL)     | AB               |
| 53               | Serge Baguet (BEL)      | 39e              |
| 54               | Hans De Clercq (BEL)    | 33e              |
| 55               | Thierry Marichal (BEL)  | AB               |
| 56               | Aart Vierhouten (NED)   | 99e              |
| 57               | Glenn D'Hollander (BEL) | 94e              |
| 58               | Stefan van Dijk (NED)   | 97e              |

| Lampre-Daikin LAM | Lampre-Daikin LAM         | Lampre-Daikin LAM |
| ----------------- | ------------------------- | ----------------- |
| Num               | Coureur                   | Pos               |
| 61                | Ludo Dierckxsens (BEL)    | 18e               |
| 62                | Raivis Belohvoščiks (LAT) | AB                |
| 63                | Gabriele Missaglia (ITA)  | 8e                |
| 64                | Maximilian Sciandri (GBR) | 51e               |
| 65                | Marco Serpellini (ITA)    | 28e               |
| 66                | Zbigniew Spruch (POL)     | 38e               |
| 67                | Luciano Pagliarini (BRA)  | AB                |
| 68                | Johan Verstrepen (BEL)    | AB                |

| Mapei-Quick Step MAP | Mapei-Quick Step MAP   | Mapei-Quick Step MAP |
| -------------------- | ---------------------- | -------------------- |
| Num                  | Coureur                | Pos                  |
| 71                   | Paolo Bettini (ITA)    | 16e                  |
| 72                   | László Bodrogi (HUN)   | 45e                  |
| 73                   | Fabien De Waele (BEL)  | 80e                  |
| 74                   | Robert Hunter (RSA)    | 12e                  |
| 75                   | Daniele Nardello (ITA) | 5e                   |
| 76                   | Tom Steels (BEL)       | 103e                 |
| 77                   | Andrea Tafi (ITA)      | 1er                  |
| 78                   | Stefano Zanini (ITA)   | 15e                  |

| Fassa Bortolo FAS | Fassa Bortolo FAS         | Fassa Bortolo FAS |
| ----------------- | ------------------------- | ----------------- |
| Num               | Coureur                   | Pos               |
| 81                | Fabio Baldato (ITA)       | AB                |
| 82                | Michele Bartoli (ITA)     | 55e               |
| 83                | Sergueï Ivanov (RUS)      | 96e               |
| 84                | Dimitri Konyshev (RUS)    | 41e               |
| 85                | Nicola Loda (ITA)         | AB                |
| 86                | Alessandro Petacchi (ITA) | AB                |
| 87                | Roberto Petito (ITA)      | AB                |
| 88                | Denis Zanette (ITA)       | 42e               |

| Team Coast COA | Team Coast COA        | Team Coast COA |
| -------------- | --------------------- | -------------- |
| Num            | Coureur               | Pos            |
| 91             | Stefan Adamsson (SWE) | 67e            |
| 92             | Bekim Christensen     | 76e            |
| 93             | Fabrizio Guidi (ITA)  | AB             |
| 94             | Rolf Huser (SUI)      | 52e            |
| 95             | Frank Høj (DEN)       | 32e            |
| 96             | Lars Michaelsen (DEN) | 13e            |
| 97             | Malte Urban (GER)     | AB             |
| 98             | Raphael Schweda (GER) | 34e            |

| Telekom TEL | Telekom TEL            | Telekom TEL |
| ----------- | ---------------------- | ----------- |
| Num         | Coureur                | Pos         |
| 101         | Rolf Aldag (GER)       | 66e         |
| 102         | Ralf Grabsch (GER)     | AB          |
| 103         | Danilo Hondo (GER)     | 61e         |
| 104         | Kai Hundertmarck (GER) | 95e         |
| 105         | Andreas Klier (GER)    | 62e         |
| 106         | Stephan Schreck (GER)  | 65e         |
| 107         | Steffen Wesemann (GER) | AB          |
| 108         | Erik Zabel (GER)       | 10e         |

| Cofidis-Le Crédit par Téléphone COF | Cofidis-Le Crédit par Téléphone COF | Cofidis-Le Crédit par Téléphone COF |
| ----------------------------------- | ----------------------------------- | ----------------------------------- |
| Num                                 | Coureur                             | Pos                                 |
| 111                                 | Tom Flammang (LUX)                  | AB                                  |
| 112                                 | Peter Farazijn (BEL)                | 40e                                 |
| 113                                 | Claude Lamour (FRA)                 | 104e                                |
| 114                                 | Nico Mattan (BEL)                   | 23e                                 |
| 116                                 | Jo Planckaert (BEL)                 | 11e                                 |
| 117                                 | Philippe Gaumont (FRA)              | AB                                  |
| 118                                 | Janek Tombak (EST)                  | AB                                  |

| La Française des jeux FDJ | La Française des jeux FDJ | La Française des jeux FDJ |
| ------------------------- | ------------------------- | ------------------------- |
| Num                       | Coureur                   | Pos                       |
| 121                       | Jacky Durand (FRA)        | 74e                       |
| 122                       | Frédéric Guesdon (FRA)    | 50e                       |
| 123                       | Christophe Mengin (FRA)   | 44e                       |
| 124                       | Jean-Patrick Nazon (FRA)  | AB                        |
| 125                       | Franck Pencolé (FRA)      | AB                        |
| 126                       | Franck Perque (FRA)       | 91e                       |
| 127                       | Bradley Wiggins (GBR)     | AB                        |
| 128                       | Matthew Wilson (AUS)      | 20e                       |

| Kelme-Costa Blanca KEL | Kelme-Costa Blanca KEL           | Kelme-Costa Blanca KEL |
| ---------------------- | -------------------------------- | ---------------------- |
| Num                    | Coureur                          | Pos                    |
| 131                    | José Ignacio Gutiérrez (ESP)     | AB                     |
| 132                    | Leandro Navarrete (ESP)          | AB                     |
| 133                    | Alexis Rodríguez Hernández (ESP) | AB                     |
| 134                    | Constantino Zaballa (ESP)        | 47e                    |
| 135                    | Julián Usano (ESP)               | 101e                   |
| 136                    | Jordi Riera (ESP)                | AB                     |

| CSC-Tiscali CSC | CSC-Tiscali CSC            | CSC-Tiscali CSC |
| --------------- | -------------------------- | --------------- |
| Num             | Coureur                    | Pos             |
| 141             | Thomas Bruun Eriksen (DEN) | AB              |
| 142             | Tristan Hoffman (NED)      | 27e             |
| 143             | Arvis Piziks (LAT)         | AB              |
| 144             | Geert Van Bondt (BEL)      | AB              |
| 145             | Paul Van Hyfte (BEL)       | 35e             |
| 146             | Jimmi Madsen (DEN)         | 107e            |
| 147             | Raphaël Jeune (FRA)        | AB              |
| 148             | Nicolas Jalabert (FRA)     | 21e             |

| Saeco-Longoni Sport SAE | Saeco-Longoni Sport SAE  | Saeco-Longoni Sport SAE |
| ----------------------- | ------------------------ | ----------------------- |
| Num                     | Coureur                  | Pos                     |
| 151                     | Salvatore Commesso (ITA) | AB                      |
| 152                     | Biagio Conte (ITA)       | AB                      |
| 153                     | Fabio Sacchi (ITA)       | AB                      |
| 154                     | Mirko Celestino (ITA)    | 29e                     |
| 155                     | Jörg Ludewig (GER)       | AB                      |
| 156                     | Torsten Nitsche (GER)    | 106e                    |
| 157                     | Cristian Pepoli (ITA)    | AB                      |
| 158                     | Christian Wegmann (GER)  | AB                      |

| Bonjour BJR | Bonjour BJR                | Bonjour BJR |
| ----------- | -------------------------- | ----------- |
| Num         | Coureur                    | Pos         |
| 161         | Pascal Deramé (FRA)        | AB          |
| 162         | Jimmy Engoulvent (FRA)     | AB          |
| 163         | Sébastien Joly (FRA)       | 83e         |
| 164         | Emmanuel Magnien (FRA)     | 31e         |
| 165         | Frédéric Mainguenaud (FRA) | AB          |
| 166         | François Simon (FRA)       | 92e         |
| 167         | Franck Renier (FRA)        | AB          |
| 168         | Thomas Voeckler (FRA)      | 93e         |

| Crédit Agricole C.A | Crédit Agricole C.A      | Crédit Agricole C.A |
| ------------------- | ------------------------ | ------------------- |
| Num                 | Coureur                  | Pos                 |
| 171                 | Yohann Charpenteau (FRA) | AB                  |
| 172                 | Pierrick Fédrigo (FRA)   | AB                  |
| 173                 | Cédric Hervé (FRA)       | AB                  |
| 174                 | Sébastien Hinault (FRA)  | 73e                 |
| 175                 | Thor Hushovd (NOR)       | 81e                 |
| 176                 | Christopher Jenner (NZL) | 86e                 |
| 178                 | Anthony Morin (FRA)      | AB                  |

| Gerolsteiner GST | Gerolsteiner GST        | Gerolsteiner GST |
| ---------------- | ----------------------- | ---------------- |
| Num              | Coureur                 | Pos              |
| 181              | René Haselbacher (AUT)  | AB               |
| 182              | Sebastian Lang (GER)    | AB               |
| 183              | Nicolaj Bo Larsen (DEN) | 48e              |
| 184              | Olaf Pollack (GER)      | AB               |
| 185              | Saulius Ruškys (LTU)    | AB               |
| 186              | Ronny Scholz (GER)      | AB               |
| 187              | Steffen Weigold (GER)   | 78e              |
| 188              | Peter Wrolich (AUT)     | 19e              |

| ONCE-Eroski ONC | ONCE-Eroski ONC                   | ONCE-Eroski ONC |
| --------------- | --------------------------------- | --------------- |
| Num             | Coureur                           | Pos             |
| 191             | René Andrle (CZE)                 | AB              |
| 192             | Rafael Díaz Justo (ESP)           | AB              |
| 193             | Xavier Florencio (ESP)            | AB              |
| 194             | Álvaro González de Galdeano (ESP) | AB              |
| 195             | Jan Hruška (CZE)                  | 90e             |
| 196             | Mikel Pradera (ESP)               | AB              |

| Phonak Hearing Systems PHO | Phonak Hearing Systems PHO | Phonak Hearing Systems PHO |
| -------------------------- | -------------------------- | -------------------------- |
| Num                        | Coureur                    | Pos                        |
| 201                        | Denis Bertolini (ITA)      | AB                         |
| 202                        | Roger Beuchat (SUI)        | AB                         |
| 203                        | Matthias Buxhofer (AUT)    | 26e                        |
| 204                        | David Derepas (FRA)        | 102e                       |
| 205                        | Martin Elmiger (SUI)       | 75e                        |
| 206                        | Bert Grabsch (GER)         | 30e                        |
| 207                        | Michael Reihs (DEN)        | AB                         |
| 208                        | Aliaksandr Usau (BLR)      | AB                         |

| US Postal Service USP | US Postal Service USP       | US Postal Service USP |
| --------------------- | --------------------------- | --------------------- |
| Num                   | Coureur                     | Pos                   |
| 211                   | Lance Armstrong (USA)       | 59e                   |
| 212                   | Tom Boonen (BEL)            | 24e                   |
| 213                   | Antonio Cruz (USA)          | AB                    |
| 214                   | George Hincapie (USA)       | 4e                    |
| 215                   | Floyd Landis (USA)          | AB                    |
| 216                   | Pavel Padrnos (CZE)         | 88e                   |
| 217                   | Matthew White (AUS)         | 89e                   |
| 218                   | Christian Vande Velde (USA) | 87e                   |

| Vlaanderen-T-Interim ___ | Vlaanderen-T-Interim ___  | Vlaanderen-T-Interim ___ |
| ------------------------ | ------------------------- | ------------------------ |
| Num                      | Coureur                   | Pos                      |
| 221                      | Yoeri Beyens (BEL)        | AB                       |
| 222                      | Stijn Devolder (BEL)      | AB                       |
| 223                      | Geoffrey Demeyere (BEL)   | 105e                     |
| 224                      | Jurgen Guns (BEL)         | AB                       |
| 225                      | Jan Kuyckx (BEL)          | 63e                      |
| 226                      | James Vanlandschoot (BEL) | AB                       |
| 227                      | Ruud Verbakel (BEL)       | AB                       |
| 228                      | Jan Verstraeten (BEL)     | AB                       |

| Landbouwkrediet-Colnago LAN | Landbouwkrediet-Colnago LAN | Landbouwkrediet-Colnago LAN |
| --------------------------- | --------------------------- | --------------------------- |
| Num                         | Coureur                     | Pos                         |
| 231                         | Rolf Sørensen (DEN)         | 6e                          |
| 232                         | Filip Meirhaeghe (BEL)      | 46e                         |
| 233                         | Michel Vanhaecke (BEL)      | AB                          |
| 234                         | Erik Lievens (BEL)          | AB                          |
| 235                         | Marc Streel (BEL)           | AB                          |
| 236                         | Jeff Louder (USA)           | AB                          |
| 237                         | Bert De Waele (BEL)         | 79e                         |
| 238                         | Kurt Van Landeghem (BEL)    | AB                          |

| Palmans-Collstrop ___ | Palmans-Collstrop ___   | Palmans-Collstrop ___ |
| --------------------- | ----------------------- | --------------------- |
| Num                   | Coureur                 | Pos                   |
| 241                   | Hans De Meester (BEL)   | AB                    |
| 242                   | Roger Hammond (GBR)     | AB                    |
| 243                   | Björn Leukemans (BEL)   | 36e                   |
| 244                   | Bart Leysen (BEL)       | AB                    |
| 245                   | Staf Scheirlinckx (BEL) | AB                    |
| 246                   | Erwin Thijs (BEL)       | 54e                   |
| 247                   | Hendrik Van Dijck (BEL) | 69e                   |
| 248                   | Wim Vansevenant (BEL)   |                       |